# Гельвиг, Альберт Францевич
Альберт Францевич Гельвиг (1829 — 27 марта 1885, Москва) — российский шахматист и шахматный журналист.

## Биография
Родился в Америке, в России жил с 1860 г. По вероисповеданию — лютеранин.
Входил в число сильнейших московских шахматистов 1870—1880-х гг. Был активным членом шахматного кружка при Аристократическом кружке.
В 1882 г. был редактором-издателем «Шахматного журнала» (всего вышло 4 номера издания; последние 2 номера — в одной книжке). На посту главного редактора журнала организовал первый в России шахматный турнир по переписке. Гельвиг сформировал оргкомитет турнира, в который вошли Е. А. Шмидт, Р. А. Фальк и С. Милашевич. В турнире приняли участие 12 шахматистов, из которых 8 смогли завершить соревнование. Победителем турнира стал М. А. Шабельский.
О классе игры Гельвига можно судить по его партиям с М. И. Чигориным, сыгранным по переписке в 1882 г. Оба поединка завершились победой Чигорина, но Гельвиг оказывал сильнейшему шахматисту России достойное сопротивление. Одна из этих партий часто включается разными авторами в число избранных произведений Чигорина.
Согласно некрологу, «умер 15 марта, в час дня <...> от воспаления легких».